# Баракли (Валандовско)
Вижте пояснителната страница за други значения на Баракли.
Баракли (на македонска литературна норма: Баракли) е село в община Валандово, Северна Македония.

## География
Баракли е разположено в прохода между Плавуш от изток и Градешката планина от запад.

## История
В края на XIX век Баракли е предимно турско село в Дойранска каза на Османската империя. В „Етнография на вилаетите Адрианопол, Монастир и Салоника“, издадена в Константинопол в 1878 година и отразяваща статистиката на населението от 1873 година, Баракли Карайъляз (Baracli Carayalyaz) е посочено като селище със 105 домакинства, като жителите му са 224 мюсюлмани. Според статистиката на Васил Кънчов („Македония. Етнография и статистика“) от 1900 година, селото има 380 жители, от които 360 турци и 20 цигани.